# Алопринінг

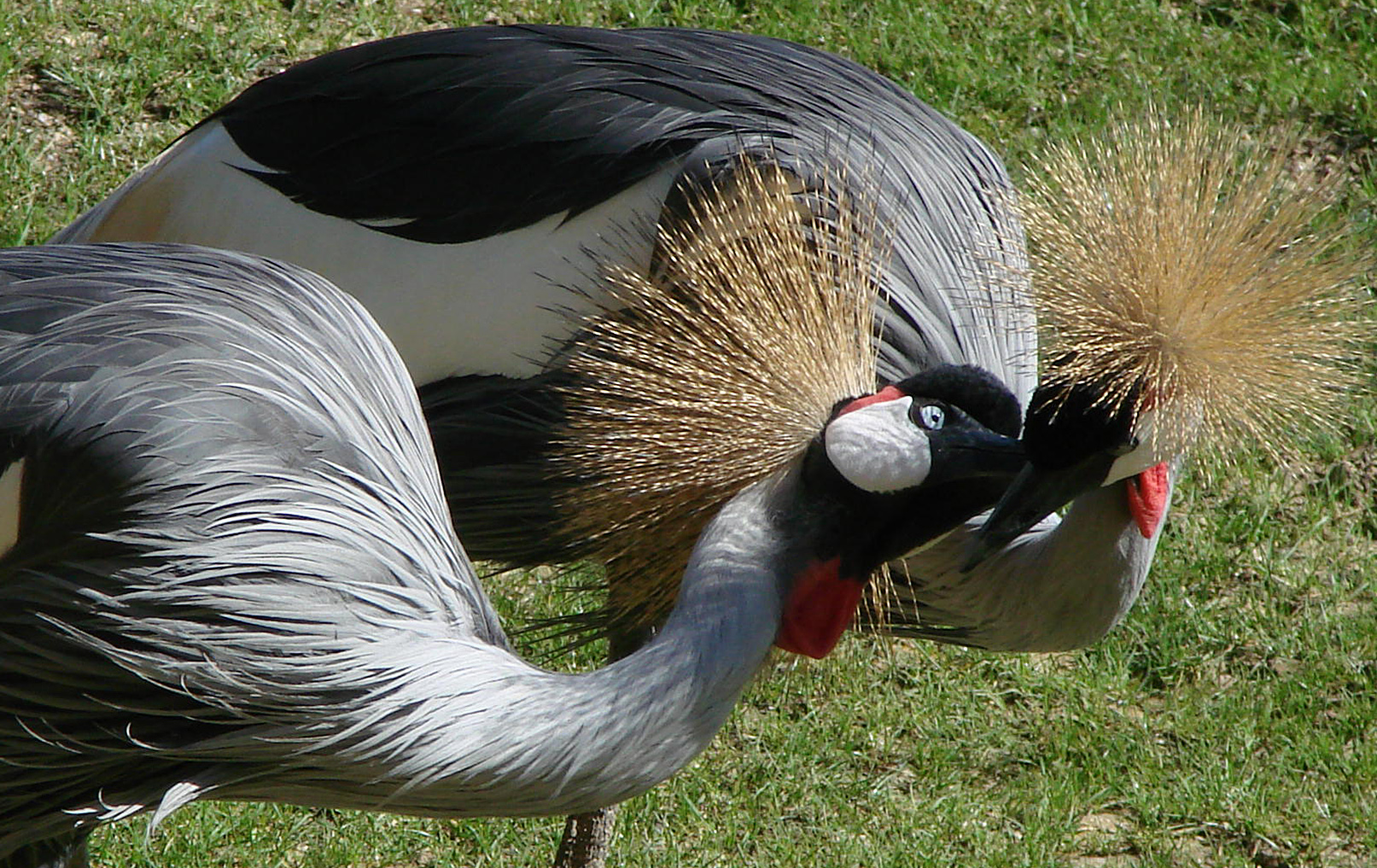
Алоприніг у журавлів Balearica pavonina

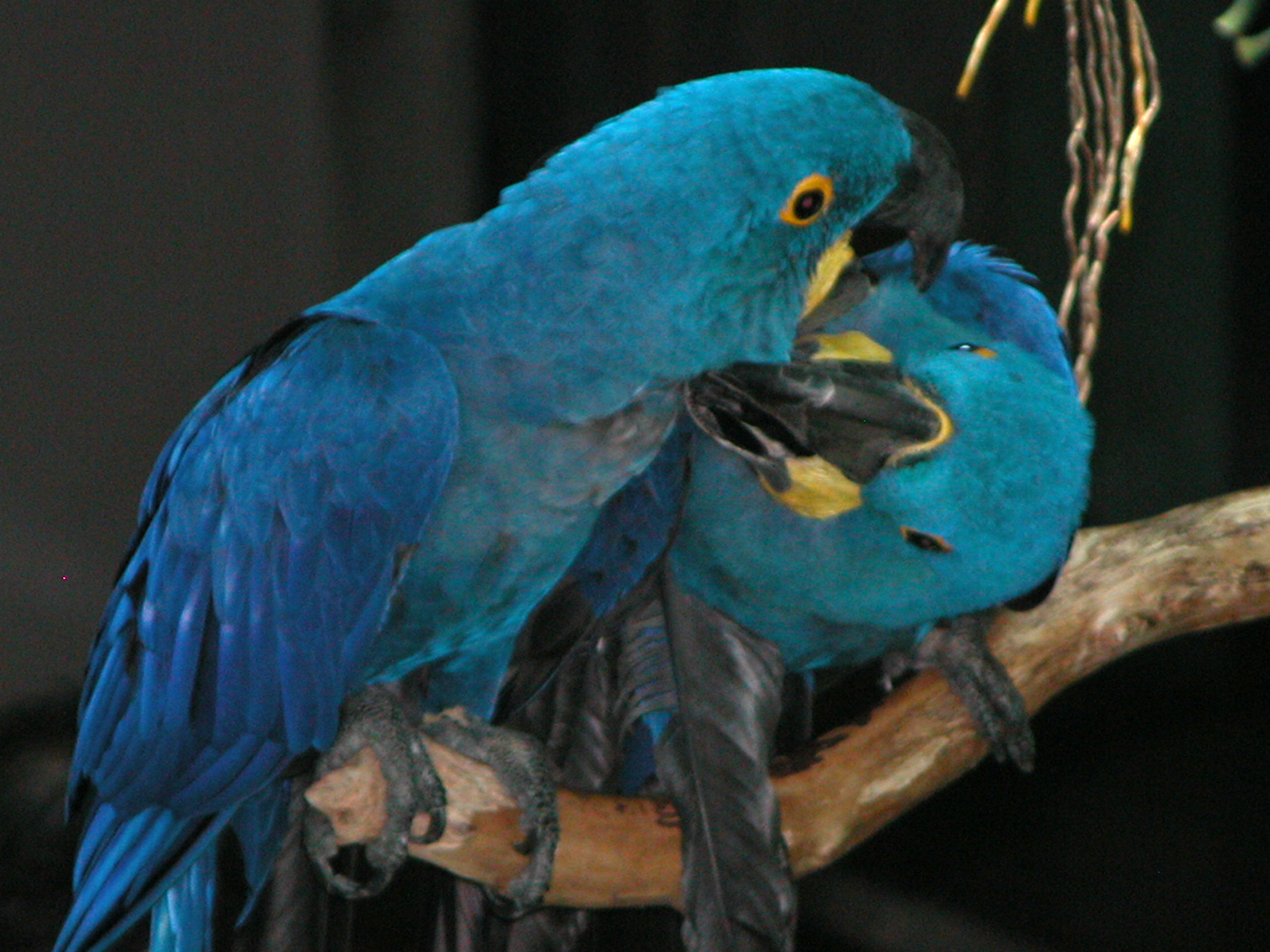
Алопринінг у гіацинтових ара

Алопринінг (від ало… та англ. preen — чистити оперення) — комфортна поведінка птахів, пов'язана з доглядом за оперенням та адресована іншій особині.
Внутрішньовидовий алопринінг більшою мірою характерний для видів, що існують невеликими угрупованнями (наприклад, австралійські славки, Malurinae), але нерідко спостерігається між статевими партнерами у моногамно-територіальних птахів (стерв'ятники, клушиці, багато папуг тощо).
Алопринінг нерідко розглядають як форму заспокійливої поведінки. Особлива поза запрошення до алопринінгу, що демонструється трупіалом Molothrus ater особинам видів-хазяїв, може слугувати стимулом, що знижує їхню агресивність стосовно паразита.
У ссавців поведінка, аналогічна алопринінгу, називається грумінгом.